# Acanthinevania braunsiana
Acanthinevania braunsiana är en stekelart som först beskrevs av Jean-Jacques Kieffer 1911.  Acanthinevania braunsiana ingår i släktet Acanthinevania och familjen hungersteklar. Inga underarter finns listade i Catalogue of Life.